# هيذر ويلسون
هيذر ويلسون (بالإنجليزية: Heather Wilson) (و. 1960 – م) هي سياسية، وضابطة من الولايات المتحدة الأمريكية ولدت في كين.
وهي عضوة في الحزب الجمهوري .

## التعليم
تعلمت في أكاديمية سلاح الجو الأمريكي.